# Anchoa trinitatis
Anchoa trinitatis is een straalvinnige vis uit de familie van de ansjovissen (Engraulidae), orde van haringachtigen (Clupeiformes). De vis kan een lengte bereiken van 14 centimeter.

## Leefomgeving
De soort komt in zeewater en brak water voor in tropische wateren in de Atlantische Oceaan op een diepte tot 2 meter.

## Relatie tot de mens
Anchoa trinitatis is voor de visserij van beperkt commercieel belang. In de hengelsport wordt er weinig op de vis gejaagd.